# Пам'ятник Бояну (Черкаси)
Па́м'ятник Бояну́ — пам'ятник уособленому образу руського народного воїна, трудівника і співця Бояну в українському місті Черкасах.

## Загальні та історичні дані
Пам'ятник Бояну розташований на площі 700-річчя Черкас. Його було встановлено в 1986 році на честь 700-річчя Черкас.
Автори — скульптор А. В. Кущ та архітектор О. К. Стукалов.

## Опис

Весь комплекс, зима 2010

Пам'ятник являє собою бронзову скульптуру заввишки 4,5 м, встановлену на гранітному постаменті.
Боян сидить на камені, покритому шкірою ведмедя (символ переможеного ворога). Поруч височать три списи — державний знак князя Володимира, свідчення належності Бояна до київської дружини. Бояна зображено в повному бойовому спорядженні, у кольчузі, з мечем, при ньому — сідло, шолом, бойові рукавиці.
Навколо пам'ятника знаходиться невелике водоймище з фонтаном. Улітку струмінь води б'є з-під ніг скульптури, який каскадом спадає донизу, що може символізувати безперервність історичного процесу і вічність життя.
Офіційний сайт міста Черкаси подає такий поетичний опис скульптури пам'ятника:
|  | «...Порив вітру підхопив і доніс до нас пісню, яку натхненно співає віщий співець.» |